# Puchar Beskidów 1965
Puchar Beskidów 1965 – ósma edycja zmagań tego pucharu. Podobnie jak w poprzednich edycjach gospodarzami były Wisła oraz Szczyrk. Zawody odbyły się w dniach 5-7 lutego 1965 roku, a łączną klasyfikację wygrał reprezentant Polski Piotr Wala. Za nim na podium znaleźli się także Ryszard Witke i Józef Przybyła, który wygrał poprzednią edycję.

## Terminarz
Na podstawie danych [1]
| Lp | Data          | Miejscowość | Skocznia | Uwagi | 1. miejsce    | 2. miejsce    | 3. miejsce     |
| -- | ------------- | ----------- | -------- | ----- | ------------- | ------------- | -------------- |
| 1. | 5 lutego 1965 | Wisła       | Malinka  | –     | Piotr Wala    | Ryszard Witke | Józef Przybyła |
| 2. | 7 lutego 1965 | Szczyrk     | Skalite  | –     | Ryszard Witke | ?             | ?              |

## Klasyfikacja generalna
| Miejsce | Zawodnik       | Punkty |
| ------- | -------------- | ------ |
| 1.      | Piotr Wala     | ?      |
| 2.      | Ryszard Witke  | ?      |
| 3.      | Józef Przybyła | ?      |